# Vransko Jezero Nature Park
Vransko Jezero Nature Park är en park i Kroatien. Den ligger i den södra delen av landet, 220 km söder om huvudstaden Zagreb.
Terrängen runt Vransko Jezero Nature Park är platt åt sydväst, men åt nordost är den kuperad. Havet är nära Vransko Jezero Nature Park åt sydväst. Runt Vransko Jezero Nature Park är det ganska glesbefolkat, med 45 invånare per kvadratkilometer. Närmaste större samhälle är Biograd na Moru, 11,1 km nordväst om Vransko Jezero Nature Park. Trakten runt Vransko Jezero Nature Park består i huvudsak av gräsmarker.